# Liste des œuvres publiques de Montpellier
Pour un article plus général, voir Liste des œuvres d'art de l'Hérault.
Cet article recense les œuvres publiques de Montpellier, en France.

## Liste

### Fontaines
| Œuvre                                      | Auteur                  | Localisation                               | Notes | Installation | Coordonnées                      | Illustration                               |
| ------------------------------------------ | ----------------------- | ------------------------------------------ | ----- | ------------ | -------------------------------- | ------------------------------------------ |
| Fontaine de l’Enfant à la rame             | Mathurin Moreau         | Square Planchon                            |       | 1868         | à géolocaliser                   | Fontaine de l'Enfant à la rame             |
| Fontaine des Licornes                      | Étienne Dantoine        | Place de la Canourgue                      |       | 1865         | 43° 36′ 43″ nord, 3° 52′ 29″ est | Fontaine des Licornes                      |
| Fontaine du Nombre d'or                    | Jean-Max Llorca         | Place du Nombre-d'Or                       |       | 2000         | 43° 36′ 30″ nord, 3° 53′ 15″ est | Fontaine du Nombre d'or                    |
| Oh ! Perrette, Opérette pour bronze et eau | Erik Dietman            | Université Montpellier 1, faculté de droit |       | 1996         | à géolocaliser                   | Oh ! Perrette, Opérette pour bronze et eau |
| Fontaine des Trois Éphèbes                 | Christian Breazu        | Place de Thessalie                         |       | 2003         | 43° 36′ 28″ nord, 3° 53′ 29″ est | Fontaine des Trois Éphèbes                 |
| Fontaine des Trois Grâces                  | Jacques Donnat          | Place de la Comédie                        |       | 1777         | 43° 36′ 30″ nord, 3° 52′ 46″ est | Fontaine des Trois Grâces                  |
| Fontaine Wallace                           | Charles-Auguste Lebourg | Place Saint-Denis                          |       |              | à géolocaliser                   | Image manquante                            |
| Fontaine Wallace                           | Charles-Auguste Lebourg | Rue Jules-Ferry                            |       |              | à géolocaliser                   | Image manquante                            |

### Monuments aux morts
| Œuvre                                                 | Auteur               | Localisation                | Notes | Installation | Coordonnées                      | Illustration                                          |
| ----------------------------------------------------- | -------------------- | --------------------------- | ----- | ------------ | -------------------------------- | ----------------------------------------------------- |
| Monument aux morts                                    | Jacques-Léon Février | Esplanade Charles-de-Gaulle |       | 1923         | 43° 36′ 37″ nord, 3° 52′ 58″ est | Monument aux morts                                    |
| Monument aux morts de la Compagnie des Chemins de Fer |                      | Place Chaptal               |       |              | 43° 36′ 12″ nord, 3° 52′ 03″ est | Monument aux morts de la Compagnie des Chemins de Fer |

### Sculptures
| Œuvre                                         | Auteur                                 | Localisation                       | Notes                                          | Installation | Coordonnées                      | Illustration                        |
| --------------------------------------------- | -------------------------------------- | ---------------------------------- | ---------------------------------------------- | ------------ | -------------------------------- | ----------------------------------- |
| Allégories                                    | Allan McCollum                         | esplanade Charles-de-Gaulle        |                                                | 2000         | à géolocaliser                   | Allégories                          |
| Buste d'André Chénier                         | Pierre-Jean David d'Angers             | Place de la Révolution-Française   | copie, œuvre originale de 1839                 |              | 43° 36′ 15″ nord, 3° 53′ 52″ est | Image manquante                     |
| Buste d'Antoine Barnave                       | Jean-Antoine Houdon                    | Place de la Révolution-Française   | copie, œuvre originale de 1789-1793            |              | 43° 36′ 15″ nord, 3° 53′ 52″ est | Image manquante                     |
| Buste d'Antoine-Laurent de Jussieu            | Pierre-Jean David d'Angers             | Place de la Révolution-Française   | copie, œuvre originale de 1837                 |              | 43° 36′ 15″ nord, 3° 53′ 52″ est | Image manquante                     |
| Buste de Camille Desmoulins                   | François Martin dit Martin de Grenoble | Place de la Révolution-Française   | copie, œuvre originale de fin du XVIIIe siècle |              | 43° 36′ 15″ nord, 3° 53′ 52″ est | Image manquante                     |
| Buste de Emmanuel-Joseph Sieyès               | Pierre-Jean David d'Angers             | Place de la Révolution-Française   | copie, œuvre originale de 1830                 |              | 43° 36′ 15″ nord, 3° 53′ 52″ est | Image manquante                     |
| Buste du Général de Gaulle                    | Hugues Malbreil                        | esplanade Charles-de-Gaulle        |                                                |              | à géolocaliser                   | Buste du Général de Gaulle          |
| Buste de Georges Couthon                      | Pierre-Jean David d'Angers             | Place de la Révolution-Française   | copie, œuvre originale de 1844                 |              | 43° 36′ 15″ nord, 3° 53′ 52″ est | Image manquante                     |
| Buste de Georges Danton                       | Paul-Eugène-Victor Bacquet             | Place de la Révolution-Française   | copie, œuvre originale vers 1883               |              | 43° 36′ 15″ nord, 3° 53′ 52″ est | Image manquante                     |
| Buste de La Fayette                           | Pierre-Jean David d'Angers             | Place de la Révolution-Française   | copie, œuvre originale de 1829                 |              | 43° 36′ 15″ nord, 3° 53′ 52″ est | Image manquante                     |
| Buste de Jean Sylvain Bailly                  | Louis Pierre Deseine                   | Place de la Révolution-Française   | copie, œuvre originale de 1789                 |              | 43° 36′ 15″ nord, 3° 53′ 52″ est | Image manquante                     |
| Buste de Joseph Lakanal                       | Pierre-Jean David d'Angers             | Place de la Révolution-Française   | copie, œuvre originale de 1839                 |              | 43° 36′ 15″ nord, 3° 53′ 52″ est | Image manquante                     |
| Buste de Saint-Just                           | Pierre-Jean David d'Angers             | Place de la Révolution-Française   | copie, œuvre originale de 1848                 |              | 43° 36′ 15″ nord, 3° 53′ 52″ est | Image manquante                     |
| Buste de Louis-Marie de La Révellière-Lépeaux | Pierre-Jean David d'Angers             | Place de la Révolution-Française   | copie, œuvre originale de 1824                 |              | 43° 36′ 15″ nord, 3° 53′ 52″ est | Image manquante                     |
| Buste de Manon Roland                         | Joseph Carlier                         | Place de la Révolution-Française   | copie, œuvre originale de 1893                 |              | 43° 36′ 15″ nord, 3° 53′ 52″ est | Image manquante                     |
| Buste de Robespierre                          | Louis Pierre Deseine                   | Place de la Révolution-Française   | copie, œuvre originale de 1791                 |              | 43° 36′ 15″ nord, 3° 53′ 52″ est | Image manquante                     |
| Le Chant rustique                             | Georges Durand                         | Square Planchon                    |                                                | 1908         | à géolocaliser                   | Le Chant rustique                   |
| Dionysos                                      | Antoine Coysevox                       | Place Dionysos                     |                                                |              | 43° 36′ 28″ nord, 3° 53′ 36″ est | Dionysos                            |
| L'Amour domptant la Force                     | Jean-Antoine Injalbert                 | Promenade du Peyrou                |                                                | 1883         | 43° 36′ 40″ nord, 3° 52′ 19″ est | L'Amour domptant la Force           |
| La Force domptant l'Amour                     | Jean-Antoine Injalbert                 | Promenade du Peyrou                |                                                | 1883         | 43° 36′ 40″ nord, 3° 52′ 18″ est | La Force domptant l'Amour           |
| Marsyas                                       | Jacques Villeneuve                     | Esplanade Charles-de-Gaulle        |                                                | 1905         | à géolocaliser                   | Marsyas                             |
| Moïse                                         | Michel-Ange                            | Antigone                           |                                                |              | à géolocaliser                   | Moïse                               |
| Monument d'Émile Planchon                     | Auguste Baussan                        | Square Planchon                    |                                                | 1894         | à géolocaliser                   | Monument d'Émile Planchon           |
| Monument de Jacques-Mathieu Delpech           | Auguste Baussan                        | Centre hospitalier Saint-Eloi      |                                                | 1898         | à géolocaliser                   | Monument de Jacques-Mathieu Delpech |
| La Prairie                                    | Horace Daillion                        | Esplanade Charles-de-Gaulle        |                                                |              | à géolocaliser                   | La Prairie                          |
| Statue équestre de Louis XIV                  | Pierre Mazeline                        | Promenade du Peyrou                |                                                | 1838         | 43° 36′ 40″ nord, 3° 52′ 15″ est | Statue équestre de Louis XIV        |
| Statue de François de Lapeyronie              | Charles Gumery                         | Faculté de médecine de Montpellier |                                                | 1864         | à géolocaliser                   | Statue de François de Lapeyronie    |
| Statue de Jacques Cœur                        | Antoine-Augustin Préault               | Antigone                           |                                                |              | à géolocaliser                   | Statue de Jacques Cœur              |
| Statue de Jean Jaurès                         | Gabriel Pech                           | Place Jean-Jaurès                  |                                                | 1999         | à géolocaliser                   | Statue de Jean Jaurès               |
| Statue de Charles de Gaulle                   | François Cacheux                       | Place du XXe-Siècle                |                                                | 2010         | à géolocaliser                   | Statue de Charles de Gaulle         |
| Statue de Franklin Delano Roosevelt           | François Cacheux                       | Place du XXe-Siècle                |                                                | 2010         | à géolocaliser                   | Statue de Franklin Roosevelt        |
| Statue de Gamal Abdel Nasser                  | François Cacheux                       | Place du XXe-Siècle                |                                                | 2012         | à géolocaliser                   | Statue de Gamal Abnel Nasser        |
| Statue de Gandhi                              | François Cacheux                       | Place du XXe-Siècle                |                                                | 2012         | à géolocaliser                   | Statue de Gandhi                    |
| Statue de Golda Meir                          | François Cacheux                       | Place du XXe-Siècle                |                                                | 2012         | à géolocaliser                   | Statue de Golda Meir                |
| Statue de Jean Jaurès                         | François Cacheux                       | Place du XXe-Siècle                |                                                | 2010         | à géolocaliser                   | Statue de Jean Jaurès               |
| Statue de Lénine                              | François Cacheux                       | Place du XXe-Siècle                |                                                | 2010         | à géolocaliser                   | Statue de Lénine                    |
| Statue de Mao Zedong                          | François Cacheux                       | Place du XXe-Siècle                |                                                | 2012         | à géolocaliser                   | Statue de Mao Zedong                |
| Statue de Nelson Mandela                      | François Cacheux                       | Place du XXe-Siècle                |                                                | 2012         | à géolocaliser                   | Statue de Nelson Mandela            |
| Statue de Winston Churchill                   | François Cacheux                       | Place du XXe-Siècle                |                                                | 2010         | à géolocaliser                   | Statue de Winston Churchill         |
| Statue de Paul-Joseph Barthez                 | Alphonse Lami                          | Faculté de médecine de Montpellier |                                                | 1864         | à géolocaliser                   | Statue de Paul-Joseph Barthez       |
| Le Vent                                       | Jean-Pierre Baldini                    | Esplanade Charles-de-Gaulle        |                                                | 1991         | à géolocaliser                   | Le Vent                             |
| Victoire de Samothrace                        |                                        | Esplanade de l'Europe              | copie d'antique                                |              | 43° 36′ 27″ nord, 3° 53′ 45″ est | Victoire de Samothrace              |

#### Esplanade Charles-de-Gaulle
Sur l'esplanade Charles-de-Gaulle :
- Jean Jaurès, Pierre Nocca (1974)

#### Tramway
Œuvres sur la ligne 1 du tramway :
- Point of view, Tony Cragg (2007 ; station Place de l'Europe, place du Père Louis[3])
- Allégories, Allan McCollum (2000 ; esplanade du Corum[1])
- Constellation humaine, Chen Zhen (2000 ; station Mosson[1])
- Hommage à Confucius, Alain Jacquet (2000 ; avenue Augustin[1])
- Sans titre, Ludger Gerdes (2000 ; station Port-Marianne, place Ernest-Granier[1])
- Le Voyage, Sarkis (2000, installation ; rue de Maguelone[1])
- Sans titre, école des beaux-arts de Montpellier (station Hôtel de Ville)

#### Autres lieux
- Puits de science, Daniel Dezeuze (1994 ; université Paul-Valéry Montpellier 3)
- M, François Morellet (1986 ; rond-point Flandre-Dunkerque[1])

### Divers
- La Portée, Daniel Buren (2007, installation ; musée Fabre)